# Aikoku Maru
El Aikoku Maru (爱国) fue un transatlántico mixto construido originalmente para la OSK Lines Maru, transformado luego en crucero auxiliar de la Armada Imperial Japonesa que operó durante la Segunda Guerra Mundial en el frente del Pacífico.

## Características

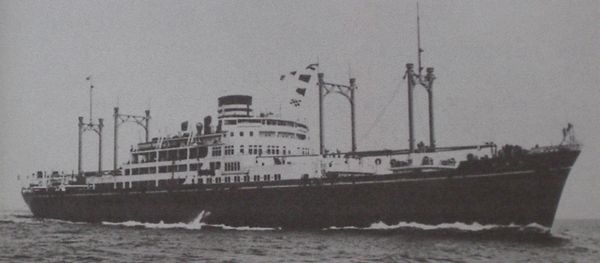
El Aikoku Maru durante sus pruebas de mar (1941).

Este barco, el Aikoku Maru fue concebido como un buque mixto de pasaje y carga de la OSK Lines Maru, para operar en las costas sudamericanas. Su quilla fue colocada en diciembre de 1938 y botado el 31 de agosto de 1941. Sin embargo debido a la comprometida situación geopolítica por la que atravesaba Japón con los Estados Unidos, fue transformado en un crucero auxiliar con el doble objetivo de operar como un corsario y como buque de abastecimiento de la Flota Combinada japonesa. Fue armado con cañones de 140 mm y cañones antiaéreos de 76,2 mm, tubos lanzatorpedos de 530 mm y dos aviones de reconocimiento biplanos Kawanishi E7K (código aliado Alf) y pintado con un esquema de camuflaje disruptivo.

## Historia operativa
El 15 de octubre de 1941 el Aikoku Maru y sus buques hermanos, Hokoku Maru y el Gokoku Maru son asignados a la división de cruceros auxiliares nº24. El 8 de diciembre de 1941, un día después del ataque a Pearl Harbor, tanto el Aikoku Maru y el Hokoku Maru son asignados a un sector de las islas Tuamotu y el 13 de diciembre, ambos buques sorprenden al transporte SS Vicente que llevaba un cargamento de arroz a Sídney, Australia y lo hunden. Sus tripulantes son tomados prisioneros a bordo del Hokoku Maru.
El 2 de enero de 1942, cerca de las Islas de la Sociedad, el Aikoku Maru mediante su avión de reconocimiento detecta y detiene al buque de carga Malama y lo hunde con bombas incendiarias. Su tripulación es tomada prisionera a bordo del Hokoku Maru.
Desde febrero hasta junio de 1942, actúa como buque nodriza de submarinos en altamar y el 12 de julio de ese año, operando con su buque gemelo, Hokoku Maru, capturan al buque cisterna neozelandés SS Hairaka y es llevado a puerto con una dotación de presa, donde es rebautizado como Hoki Maru. Este buque compartiría un par de años más tarde la suerte de su atacante. Entre agosto y septiembre hace las funciones de buque de transporte militar entre las bases de Rabaul y Singapur, con base en Kure.
El 11 de noviembre de 1942, operando con el Hokoku Maru, sorprenden y atacan al buque cisterna holandés Ondina que es escoltado por un dragaminas hindú, el HMIS Bengala quien a pesar de la desventaja hace una valiente defensa del buque holandés con su único cañón de proa. El Hokoku Maru es tocado por un tiro de suerte del Bengala, dañando su sistema de dirección al explotar un tubo lanzatorpedos de popa. La explosión provoca la muerte de 76 hombres y su capitán y la inmediata zozobra del buque japonés. Mientras tanto, el Aikoku Maru acierta seis impactos en el dragaminas, que resulta severamente dañado; entretanto los tripulantes del Ondina abandonan el buque cisterna, que también resulta cañoneado y queda envuelto en humo. El Aikoku Maru dispara a los botes salvavidas del Ondina y matan a varios tripulantes. Mientras el Aikoku Maru rescata a la tripulación sobreviviente del Hokoku Maru, la tripulación sobreviviente del buque cisterna holandés Ondina abandonan el buque previniéndo la posibilidad de explosión. El Aikoku Maru se retira del escenario del combate con destino a Rabaul y los tripulantes holandeses vuelven al buque incendiado, logran controlar los daños y llegan a Fremantle. Los tripulantes del HMIS Bengala logran a su vez llegar a la isla Diego García. Ambas tripulaciones pensaron que el otro barco se había hundido.
Durante todo el año 1943, funciona como transporte de tropas y el 10 de julio de ese año es bombardeado por un avión estadounidense que fue guiado por el submarino USS Halibut, sufriendo 21 bajas y un daño moderado.

### Final

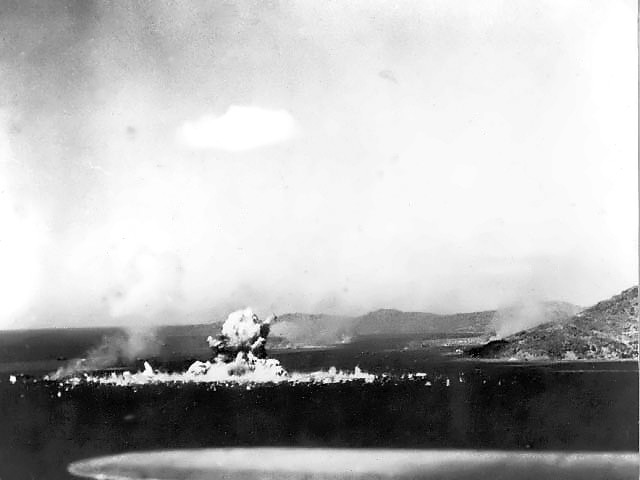
Instantánea de la terrorífica explosión que destruyó al Aikoku Maru frente a Dublón, durante la Operación Hailstone.

El 11 de febrero de 1944, el Aikoku Maru actuando como buque abastecedor y transporte de tropas estaba destinado a las islas Marshall, con la 1º Brigada Anfibia a bordo; pero es desviado a Truk ante los ataques efectuados por los estadounidenses en el área. Al llegar a la laguna, las tropas no pueden desembarcar debido a la falta de instalaciones sanitarias.
El 16 de febrero, estando aún al ancla frente a la isla Dublón, aún permanecen a bordo los 400 hombres de la 1ª Brigada Anfibia hacinados en la bodega de popa, junto a camiones y repuestos; además transporta municiones de alto poder explosivo en la bodega de proa; mientras tanto, los buques de guerra mayores reciben la orden de abandonar progresivamente el atolón en previsión de un ataque aéreo estadounidense. Esta información es suministrada por la inteligencia japonesa.
El 17 de febrero de 1944 al amanecer, comienza uno de los primeros ataques aéreos masivos estadounidenses de la Operación Hailstone. 
El Aikoku Maru permanecía aún al ancla al costado de la isla Dublón, y es sometido a bombardeo por parte de aviones del USS Intrepid repeliendo los ataques con su artillería antiaérea y siendo inicialmente incendiado. 
Seguidamente, uno de los aviones atacantes, un Grumman TBF Avenger, lanza en picado una bomba que penetra en la bodega Nº 1 y la explosión consecuente es instantánea, potente y terrorífica, destruyendo a su atacante en el aire. La poderosa fuerza de la onda expansiva deprime el fondo marino, mata instantáneamente a las 400 tropas japonesas a popa y a la mayoría de sus 545 tripulantes por estallido pulmonar, un centenar de marinos incluido el capitán Mizusaki Shojiro desaparecen con la parte proel del buque.  
El puente y la proa del Aikoku Maru son prácticamente desintegrados en el aire y la mitad restante del barco se hunde a 64 m de profundidad. En el mismo sector, a menos de 600 m, también es hundido el buque cisterna Hoki Maru, que había sido una de las víctimas del Aikoku Maru, el ex SS Hairaka.
Hoy en día, el pecio se presenta limpiamente cortado a la altura de la chimenea, cuya proa faltante es uno de sus aspectos más llamativos. Su interior es un osario que contiene restos humanos semienterrados en el lodo y armamentos. Por sus características, constituye una atracción para los buzos turistas en la laguna de Truk.